# Franz Josef Kuhnle
Franz Josef Kuhnle (ur. 27 kwietnia 1926 w Ravensburgu, zm. 4 lutego 2021 w Tettnangu) – niemiecki duchowny rzymskokatolicki, w latach 1976–1990 biskup pomocniczy Rottenburga i Stuttgartu.

## Życiorys
Święcenia kapłańskie przyjął 20 lipca 1952 w ówczesnej diecezji Rottenburga. 13 października 1976 papież Paweł VI mianował go biskupem pomocniczym diecezji ze stolicą tytularną Sorres. Sakry udzielił mu 27 listopada 1976 Georg Moser, ówczesny biskup diecezjalny Rottenburga. W 1978 diecezja zmieniła nazwę na diecezję Rottenburga i Stuttgartu. 7 listopada 1990 bp Kuhnle zrezygnował ze stanowiska w wieku 64 lat, na dziesięć i pół roku przed osiągnięciem biskupiego wieku emerytalnego (75 lat). Od tego czasu był biskupem seniorem diecezji.